# Стратмор (Нью-Джерсі)
Стратмор (англ. Strathmore) — переписна місцевість (CDP) в США, в окрузі Монмаут штату Нью-Джерсі. Населення — 7225 осіб (2020).

## Географія
Стратмор розташований за координатами 40°24′6″ пн. ш. 74°13′10″ зх. д. / 40.40167° пн. ш. 74.21944° зх. д. (40.401587, -74.219349).  За даними Бюро перепису населення США в 2010 році переписна місцевість мала площу 5,24 км², з яких 5,11 км² — суходіл та 0,13 км² — водойми.

## Демографія
Згідно з переписом 2010 року, у переписній місцевості мешкало 7258 осіб у 2557 домогосподарствах у складі 2088 родин. Густота населення становила 1386 осіб/км².  Було 2607 помешкань (498/км²).
Расовий склад населення:
| - 86,7 % — білих - 6,6 % — азіатів - 3,9 % — чорних або афроамериканців - 0,1 % — корінних американців - 1,3 % — осіб інших рас |

До двох чи більше рас належало 1,4 %. Частка іспаномовних становила 6,8 % від усіх жителів.
За віковим діапазоном населення розподілялося таким чином: 25,0 % — особи молодші 18 років, 62,0 % — особи у віці 18—64 років, 13,0 % — особи у віці 65 років та старші. Медіана віку мешканця становила 41,7 року. На 100 осіб жіночої статі у переписній місцевості припадало 95,1 чоловіків;  на 100 жінок у віці від 18 років та старших — 93,1 чоловіків також старших 18 років.
Середній дохід на одне домашнє господарство  становив 124 963 долари США (медіана — 113 922), а середній дохід на одну сім'ю — 134 503 долари (медіана — 126 607). Медіана доходів становила 83 261 долар для чоловіків та 61 339 доларів для жінок. За межею бідності перебувало 3,9 % осіб, у тому числі 3,8 % дітей у віці до 18 років та 3,5 % осіб у віці 65 років та старших.
Цивільне працевлаштоване населення становило 3640 осіб. Основні галузі зайнятості: освіта, охорона здоров'я та соціальна допомога — 23,9 %, науковці, спеціалісти, менеджери — 12,7 %, фінанси, страхування та нерухомість — 12,0 %.